# 殿司
殿司，是日本過去在律令制轄下的後宮十二司之一，由女官、女房構成。

## 職掌
殿司，專職後宮內的清掃，以及車轎、輿輦等交通工具的管理，同時，後宮所用的燈燭、篝火、炭薪等照明設備亦由殿司負責。

## 結構
1. 尚殿：殿司長官，定員一名，官位相當於從六位。
2. 典殿：殿司次官，定員兩名，官位相當於從八位。
3. 女孺：為下級女官，定員六名。

## 演變
平安時代中期以後，因後宮十二司的改革，內侍司替代了其於十一司，成為獨立的機構。殿司在改革後，其機能主要被朝廷中的主殿寮所吸收，並由主殿寮派遣女官至內侍司，成立屬於內侍司轄下的新機構，稱主殿司，其女官稱主殿女官。主殿女官在12世紀前期，定員九名，後期增加到十二名。